# 양성자 펌프
양성자 펌프(영어: proton pump)는 생체막을 가로 질러 양성자 기울기를 형성하는 양방향 일체형 막 단백질 펌프이다. 양성자 펌프는 다음과 같은 반응을 촉진한다.
H+
[막의 한쪽 편] + energy   H+
[막의 다른쪽 편]
메커니즘은 단백질 구조의 에너지-유도 형태 변화 또는 유비퀴논의 Q 회로에 기초한다.

## 미토콘드리아
미토콘드리아 내막은 양성자 펌프 기능을 수행한다. 미토콘드리아 기질의 내막 쪽에서 막 사이 공간으로 펌핑하는 역할을 한다. 유비퀴논의 경우 복합체 I 의 이러한 기능 수행은 깁스 자유 에너지를 사용하여 그 에너지량을 측정해 볼 수 있다. 복합체 III과 복합체 IV에서는 사이토크롬 C가 관여한다.

## 같이 보기
- 분자모터
- 이온 펌프
- 활성산소

## 참고 문헌
- (Dyspepsia and peptic ulcer disease -Derek G. Waller BSc (HONS), DM, MBBS (HONS), FRCP, Anthony P. Sampson MA, PhD, FHEA, FBPhS, in Medical Pharmacology and Therapeutics (Fifth Edition), 2018,Mechanism of action

The proton pump [H+/K+-ATPase])https://www.sciencedirect.com/science/article/pii/B9780702071676000336
- (sciencedirect-proton pump)https://www.sciencedirect.com/topics/medicine-and-dentistry/proton-pump